# 新墨西哥號戰艦
新墨西哥號戰艦（舷號BB-40）是一艘隸屬於美國海軍的戰艦，為新墨西哥級戰艦的首艦。她是美軍第一艘以新墨西哥州為名的軍艦。
新墨西哥號在1915年於布魯克林造船廠建造，於1917年下水，在1918年服役，其時第一次世界大戰已即將結束。戰後新墨西哥號以訓練為主，並參與多次艦隊解難演習（Fleet Problems），又曾在1931年進行現代化改建。1941年新墨西哥號由太平洋調往大西洋進行中立巡航，僥倖避過珍珠港事件一劫。接著新墨西哥號回到太平洋艦隊，並先後參與阿留申群島戰役、吉爾伯特及馬紹爾群島戰事、馬里亞納群島及帛琉戰事及雷伊泰灣海戰。仁牙因灣戰役期間，新墨西哥號曾遭神風特攻隊自殺飛機擊中，造成艦上多名英美重要軍官陣亡。作為第五艦隊司令史普魯恩斯上將的旗艦，新墨西哥號在沖繩戰役再次被自殺飛機擊傷，但在維修後趕及參與盟軍佔領日本，並在東京灣見證日本投降簽字儀式。1946年新墨西哥號退役，並在1947年除藉，出售到紐華克拆解；其拆解地點一度引起紐華克市政府強烈反抗。
新墨西哥號在二戰共獲得六枚戰鬥之星。